# Slovenské Kľačany
Slovenské Kľačany é um município da Eslováquia, situado no distrito de Veľký Krtíš, na região de Banská Bystrica. Tem 9,14 km² de área e sua população em 2018 foi estimada em 170 habitantes.

## Demografia
| Ano:        | 1994 | 2004   | 2014   | 2024    |
| ----------- | ---- | ------ | ------ | ------- |
| Broj ljudi: | 172  | 165    | 158    | 176     |
| Razlika:    |      | -4,06% | -4,24% | +11,39% |

| Ano:               | 2023 | 2024   |
| ------------------ | ---- | ------ |
| Número de pessoas: | 175  | 176    |
| Diferença:         |      | +0,57% |